# Tomiyamichthys
Tomiyamichthys là một chi của Họ Cá bống trắng.

## Các loài
Chi này hiện hành có các loài sau đây được ghi nhận:
- Tomiyamichthys alleni Iwata, Ohnishi & Hirata, 2000 (Allen's shrimpgoby)
- Tomiyamichthys dorsostigma Bogorodsky, Kovačić & J. E. Randall, 2011
- Tomiyamichthys fourmanoiri (J. L. B. Smith, 1956)
- Tomiyamichthys gomezi G. R. Allen & Erdmann, 2012 (Gomez' shrimpgoby)
- Tomiyamichthys lanceolatus (Yanagisawa, 1978) (Lanceolate shrimpgoby)
- Tomiyamichthys latruncularius (Klausewitz, 1974) (Fan shrimp-goby)
- Tomiyamichthys nudus G. R. Allen & Erdmann, 2012 (Scaleless shrimpgoby)
- Tomiyamichthys oni (Tomiyama, 1936) (Monster shrimpgoby)
- Tomiyamichthys praealta (Lachner & McKinney, 1981) (Tall-fin shrimp-goby)
- Tomiyamichthys russus (Cantor, 1849)
- Tomiyamichthys smithi (I. S. Chen & L. S. Fang, 2003) (Smith's shrimpgoby)
- Tomiyamichthys tanyspilus J. E. Randall & I. S. Chen, 2007 (Longspot shrimpgoby)[2]